# Ford Scorpio
A Ford Scorpio egy felsőkategóriás autó, melyet a Ford Motor Company gyártott 1985 és 1998 között. A kocsi az európai Ford Granadát váltotta a Ford kínálatában, igaz, 1994-ig a Scorpio első generációját az Egyesült Királyságban és Írországban továbbra is Granada néven árulták. A Scorpiónak volt egy észak-amerikai változata is, mely a Merkur Scorpio nevet kapta, de csak rövid ideig, 1988 és 1990 között árulták.

## Első generáció (1985 – 1994)

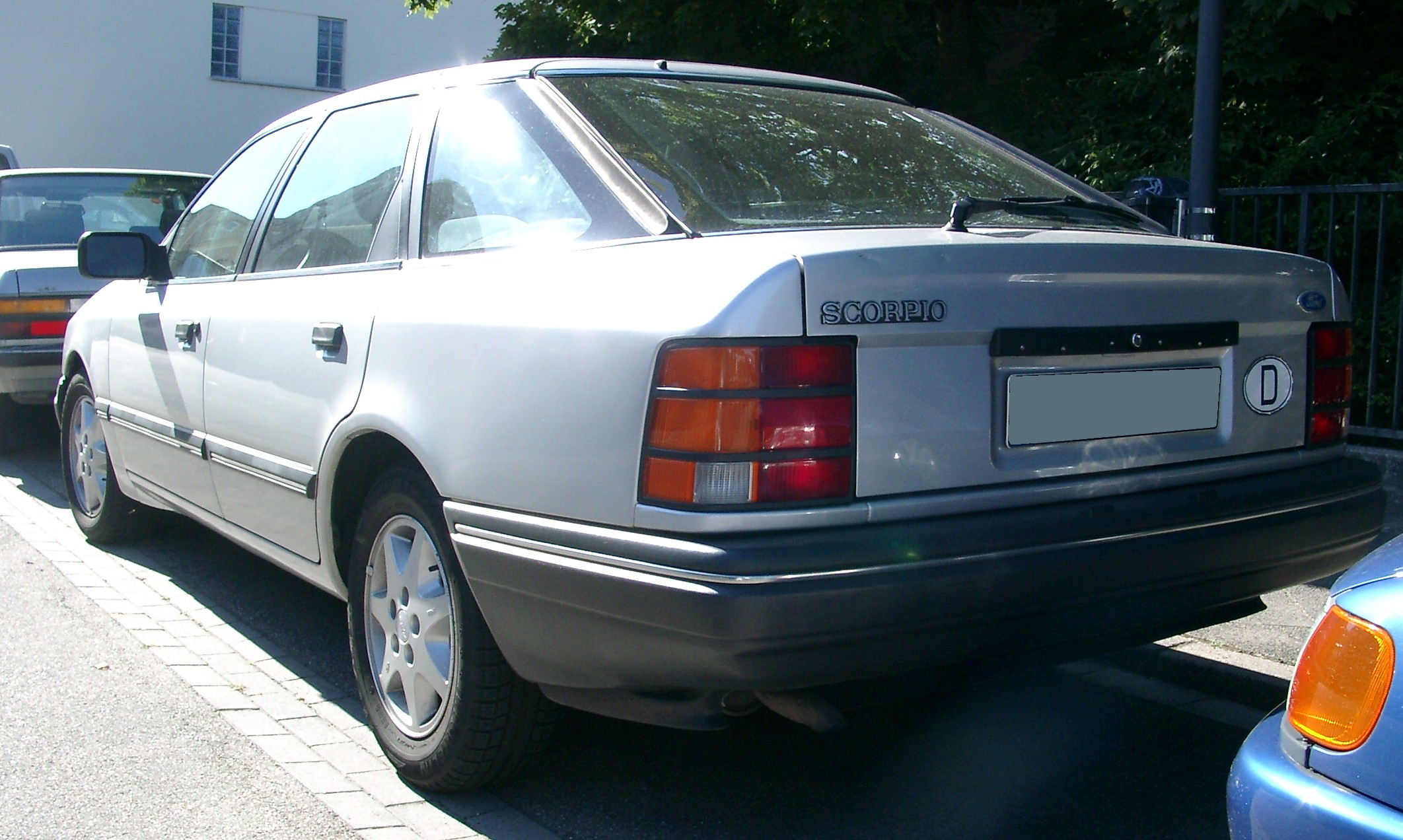
Az első generációs Scorpio hátulról

A fejlesztési időszak alatt a DE-1 kódnevet viselő Scorpio sok tekintetben a Ford Sierra alapjaira épült, hiszen annak meghosszabbított alvázát kapta és több olyan dizájnelem is megtalálható volt rajta, mely a Sierrán és a harmadik generációs Escorton is megfigyelhető volt. Az autóba már kipróbált és bizonyított motorok kerültek, így például a Pinto-motor 1,8 és 2,0 literes változata vagy a V6-os Cologne-motor 2,4, 2,8 és 2,9 literes verziója. 1989-re mindkét Pinto-motor kikerült a kínálatból és helyüket egy nyolcszelepes, 2,0 literes DOHC erőforrás vette át.
A Ford célja az volt a Scorpióval, hogy olyan modellt készítsen, mely a BMW vagy a Mercedes-Benz autói mellett megragadhatják azok figyelmét, akik luxusautót keresnek. Az előd, a második generációs Granada remek alapot jelentett, hiszen a maga korában gazdagon felszerelt kocsinak számított. Voltak benne elektromosan állítható bőrülések, klíma, elektromos napfénytető és fedélzeti számítógép. A Scorpióba ezek mellé került még fűthető szélvédő, automatikus sebességtartó és később összkerékhajtással is megvásárolhatóvá vált az autó. Külön említésre méltó tény még az is, hogy a Scorpio lett az első tömeggyártású autó, melyben az ABS alapfelszerelésnek számított. A kocsi sok dicséretet kapott kényelmessége és tágassága miatt, különös tekintettel a tekintélyes méretű hátsó lábtérre.
A Granadától eltérően a Scorpio eleinte kizárólag ferde hátú karosszériával volt elérhető, de ez hibának bizonyult a Ford részéről, mivel nem nyerte el a vásárlók tetszésé a várt mértékben. 1990-ben került bemutatásra a négyajtós szedán változat, majd két évvel később a kombi. Az évek során néhány technikai változtatáson is átesett a kocsi, ezek közül az egyik legnagyobb, hogy 1989-ben a Pinto-motorok helyett megjelentek a dupla vezérműtengelyes erőforrások. Egy évvel később került bemutatásra a Scorpio Cosworth, melybe 2,9 literes, 24 szelepes V6-os Cosworth motor került, mely 200 lóerő körüli teljesítmény leadására volt képes.
A Cosworth változat méretessége, ereje és gyorsasága nagy fogyasztással párosult, a tulajdonosok gyakran számoltak be 11 literes fogyasztásról óvatos vezetési stílus mellett is. Emellett mind az első, mind a második generációs Cosworth-öknél típushibának számított a kardántengely gyors kopása.
Az Egyesült Királyságban és Írországban mérsékelt siker fogadta a Sierrát – ami nem meglepő, tekintve az addigi Ford modellekhez képest teljesen új dizájnját -, ezért még egy teljesen új modell bevezetésével nem szeretett volna újabb kockázatot vállalni a gyár ottani részlege, így a Scorpiót a Granada harmadik generációjaként mutatták be. A Scorpio név ettől függetlenül ott is feltűnt, de csak a legmagasabb felszereltségi szintű változatok jelölésére, mint Ford Granada Scorpio. 1994-ben a britek végül elhagyták a Granada nevet és náluk is Scorpio lett a kocsi neve.

### Merkur Scorpio

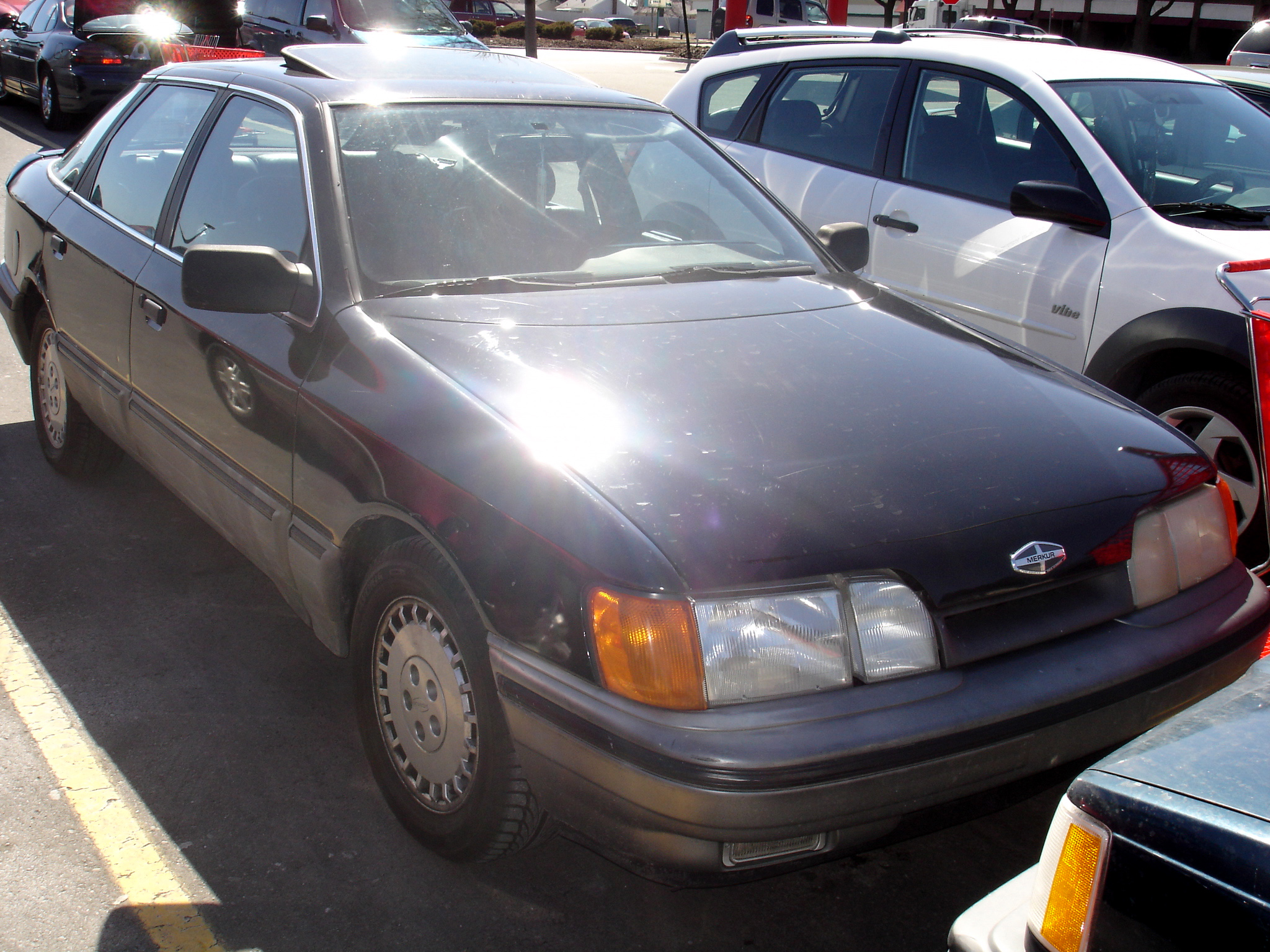
1987-es Merkur Scorpio

A Merkur Scorpio a Ford Scorpio első generációjának észak-amerikai változata volt, melyet a Lincoln-Mercury kereskedésekben lehetett megvásárolni 1988 és 1990 között.
A kocsi csak a 2,9 liter-es V6-os Cologne-motorral volt kapható és mindössze néhány kisebb részletében tért el az európai változattól. A motor több változtatáson is átesett, hogy az autó megfeleljen az amerikai károsanyag-kibocsátási szabályoknak, így az Európában megszokott 150-160 lóerő helyett 140 lóerős (100 kW) teljesítmény leadására volt képes. Az Egyesült Államokban forgalmazott Scorpiók túlnyomó többsége négysebességes automata sebességváltóval készült, de voltak ötsebességes kézi váltóval szerelt változatok is. Kanadában közepes méretű luxusautóként árulták a Merkur Scorpiót és kizárólag automata váltóval kínálták, de nem váltott ki akkora érdeklődést, mint azt a Ford remélte, így 1989 végén befejeződött a gyártása és a Merkur márka is megszűnt.

### Modellfrissítés
A Ford Scorpio első generációja 1992-ben esett át egy komolyabb modellfrissítésen (ugyanabban az évben, amikor a kombi változat is megjelent). Ekkor új hűtőrácsot, fényszórókat, hátsólámpákat, motorháztetőt és műszerfalat kapott. Az átalakítás oka az volt, hogy a kocsi jobban hasonlítson a szintén 1992-ben debütáló Ford Mondeóra, ezzel egységesebbé téve a kor Fordjainak dizájnját.

## Második generáció (1994 – 1998)

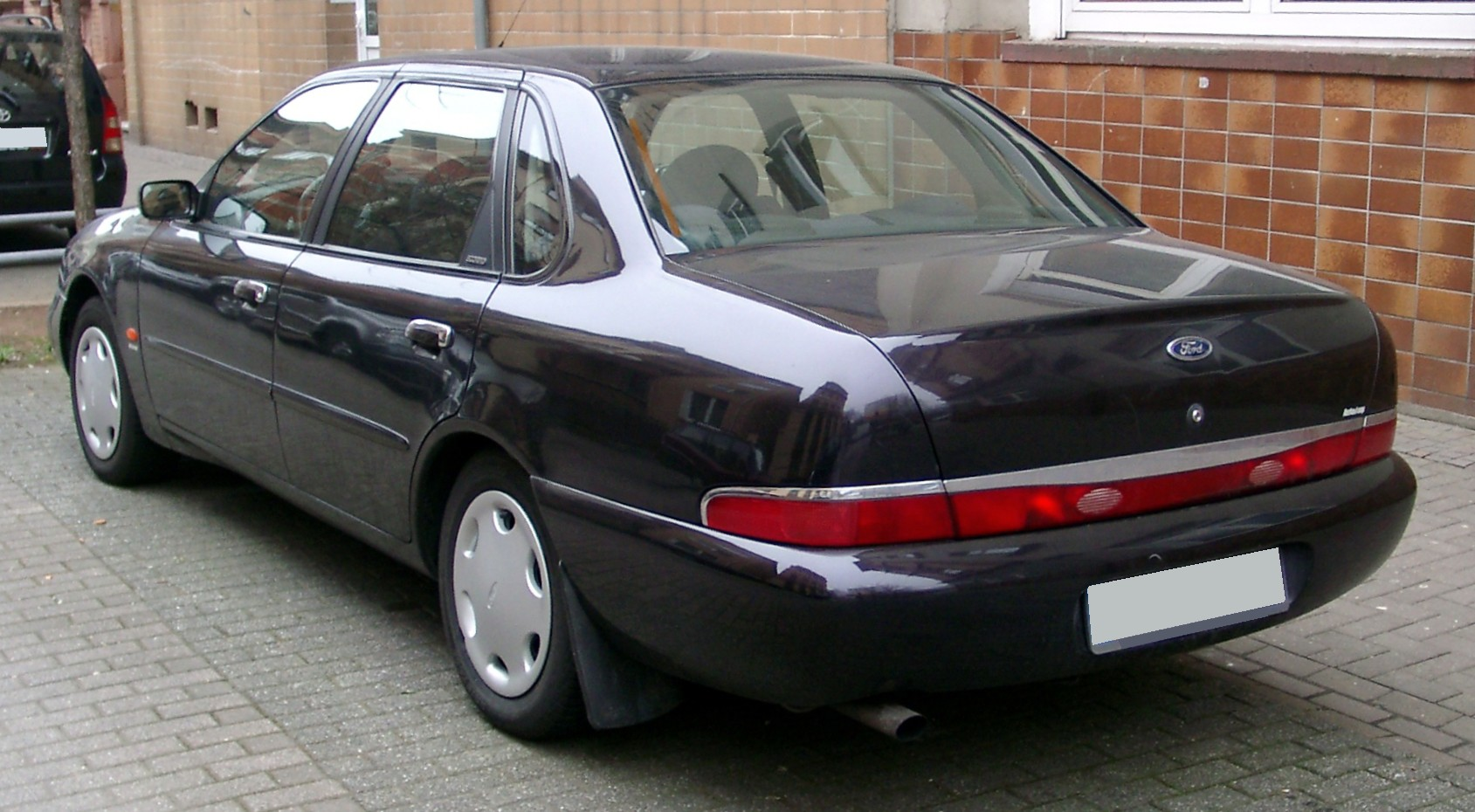
A második generációs Scorpio hátulról

A Ford Scorpio második generációja 1994-ben került bemutatásra.  Az Egyesült Királyságban a Ford ekkor hagyta el a Granada nevet, így ott ez a változat számít a Scorpio első és egyetlen generációjának. A kínálatból eltűnt a ferde hátú változat, csak szedán és kombi karosszériával volt kapható a kocsi. Az új Scorpio szinte teljes mértékben elődje alvázára épült és eleinte ugyanazok a motorok kerültek bele, melyek az első generációban is megtalálhatóak voltak. A futóművet illetően azonban komoly újítások történtek, a gyár amellett, hogy törekedett a jobb irányíthatóságra és a magasabb fokú kényelemre, a kombik hátsó futóművébe automata szintszabályozót is szerelt. A legnagyobb átalakításon azonban a kocsi karosszériája és belsőtere esett át, a második generációs Scorpio külső dizájnja a mai napig megosztó és egyedi.
Az nem volt kérdés, hogy a karosszékszerű ülések és a korszerűbben felszerelt, jobb minőségű belsőtér növelte a kényelemérzetet, de az új külső sok vitát váltott ki. A kocsi rendkívül széles hűtőrácsot és buborékszerű, domború fényszórókat kapott, ami miatt gyakran hívják "béka" Scorpiónak. Az autó hátsólámpája is egyedi volt, hiszen egy csíkból állt, mely a hátsó lökhárító fölött húzódott végig. Szokatlan módon a Ford soha nem árulta el, hogy ki tervezte a kocsi karosszériáját, ahogy az eladási adatokat sem hozta nyilvánosságra, de saját bevallása szerint az autó beváltotta a hozzá fűzött reményeket az eladások számát nézve. Akadtak, akik a védelmükbe vették a Scorpio egyedi megjelenését, de a szaksajtó és a vásárlóközönség véleménye túlnyomórészt negatív volt.
Az ismert brit újságíró és televíziós személyiség, Jeremy Clarkson úgy fogalmazott, hogy a második generációs Scorpio megjelenésével végre eldőlt a vita azzal kapcsolatban, hogy melyik autó a legrondább. Richard Porter Crap Cars című, rossz autókról szóló könyvében a Scorpiót a 49. helyre sorolta top ötvenes listáján, kizárólag a kinézete miatt. 1997-ben a Top Gear egyik adásában Quentin Willson azt monda, hogy "a szomorú szemű Scorpio olyan mérhetetlenül ronda, hogy minden bizonnyal Ray Charles és Stevie Wonder tervezte." A DVD kiadás egyik extrájaként Clarkson párbajt szervezett egy Scorpio és egy Triumph TR7 között, melynek végén a két autó frontálisan ütközött egymással.

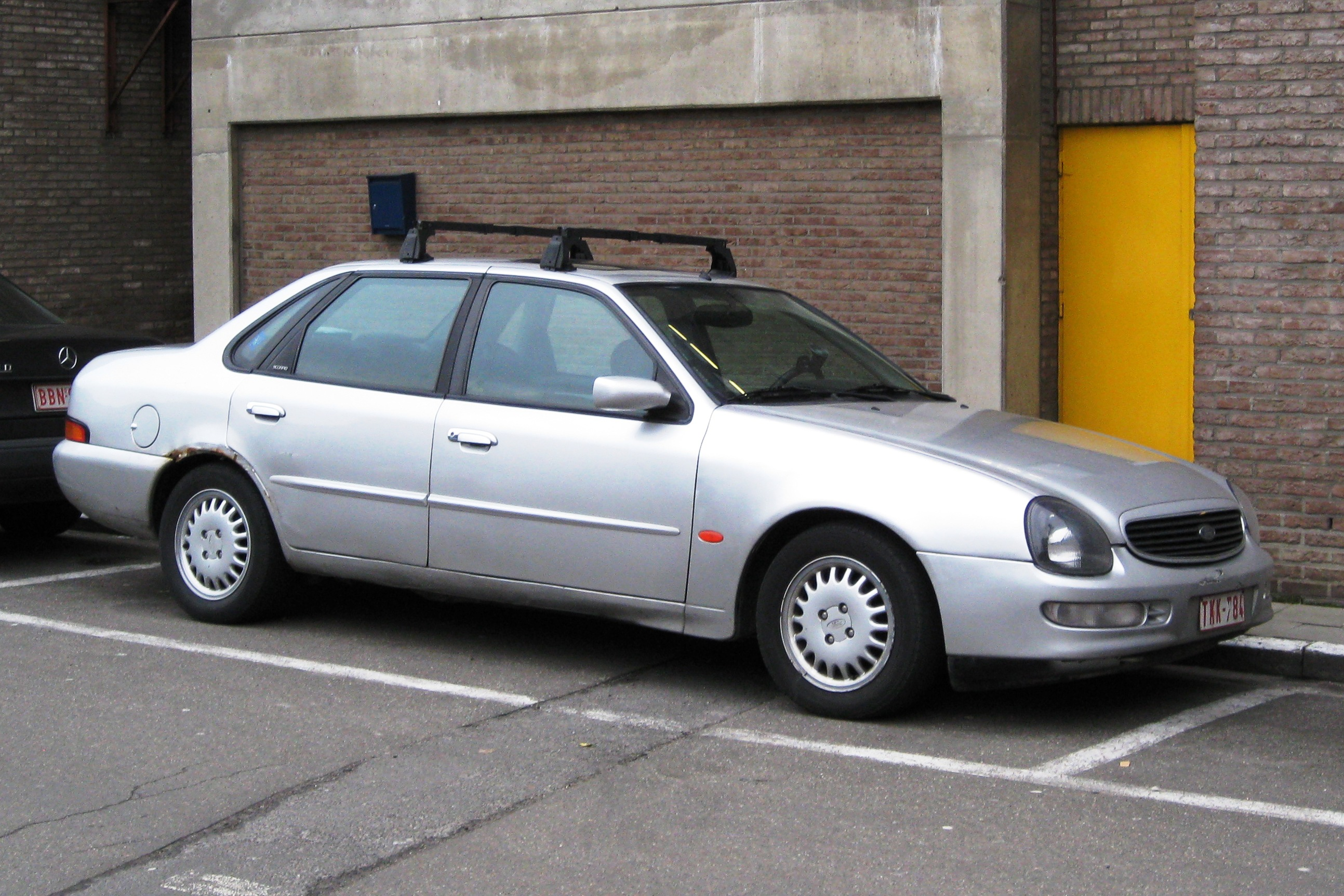
Az 1998-as modellfrissítés utáni modell

A Top Gear egy közvélemény-kutatást is végzett, hogy kiderüljön, mely autókat a legkínosabb birtokolni az Egyesült Királyságban, a Scorpio a 120-as lista harmadik helyén végzett. A kocsi Németországban is felhíva magára a figyelmet, a Titanic című szatirikus magazinban például Günter Verheugen európai bizottsági tag arcvonásaihoz hasonlította a kocsi elejét.
1998-ban a Scorpio kisebb átalakításon esett át, melynek keretében fényszórói sötét kontúrt kaptak, hűtőrácsa pedig kisebb lett, hogy az autó eleje kevésbé tűnjön nagynak és szélesnek. A hátsólámpa szintén valamelyest átalakult, hogy a kocsi hátulja ne látszódjon túlságosan kerekdednek. Ez volt az utolsó modellfrissítés a modell történetében, hiszen 1998 nyarán befejeződött a gyártása. Akár igaz az a Ford azon állítása, hogy a kocsi beváltotta a hozzá fűzött pénzügyi elvárásokat, akár nem, az tény, hogy nem lett közvetlen utódja. Ez azonban nem meglepő és önmagában semmit sem jelent, hiszen az 1990-es évek végén az európai autópiac átalakulóban volt és az érdeklődés a nagy családi autók, valamint az egyterűek irányába tolódott. Emellett ekkoriban a Jaguar és a Volvo is a Ford tulajdonában volt, így szükségtelenné vált, hogy a gyár kifejlesszen egy újabb saját luxusmodellt.
A holland királyi család több Scorpiót – köztük limuzinokat – is használt, melyek közül mindegyik királykék színű volt. Mind a mai napig található egy egyedi építésű Scorpio limuzin a család garázsában, de miután a Ford befejezte a modell gyártását, áttértek a Volvo S80-asok használatára.

### Felszereltségi szintek és motorok
A Scorpio második generációja háromféle felszereltségi szintben volt kapható, mely minden motor és mindkét karosszériaváltozat esetében elérhető volt. Felszereltségi szinttől függetlenül minden 2,9 literes Cosworth motorral szerelt modellben volt ASR, sebességtartó elektronika és csak automata sebességváltóval készültek. A többi motorhoz választható volt kézi sebességváltó is, de a legtöbb Scorpio automata váltós volt. A felszereltségi csomagok a következők voltak:
- Executive: Ez volt az alapváltozat, de így is volt benne elektromos ablak, ABS, szervokormány, riasztó és immobiliser.
- Ghia: Ez a csomag a fentieken kívül klímát, könnyűfém felniket, ködlámpákat, elektromos tükröket és más apróbb extrákat tartalmazott.
- Ultima: Ez volt a legmagasabb felszereltség, melyhez automatikus CD-váltó, bőrbelső, automatikusan behajló külső tükör és elektromos ülésállítás járt sok más mellett.

A felszereltségi szintre és motorméretre utaló feliratok az átlagostól eltérően nem a kocsi hátulján voltak megtalálhatók. A felszereltségi szint neve oldalt, a hátsó ablak keretén volt látható a "Scorpio" felirat mellett (pl.: "Scorpio Ultima"), kivéve az Executive modellek esetében, melyeknél nem volt feltüntetve a felszereltségi szint.
A motorméretre utaló felirat az első sárvédőn, az oldalindex alatt voltak láthatók. Ezek a következők voltak:
- 2,0 literes: nem volt felirat (a korábbi modelleken csak a 8 szelepes változatnál nem volt felirat, a 16 szelepesekre "2.0 16v" jelzés került)
- 2,3 literes: "2.3" (a korábbi modelleken "2.3 16v")
- 2,9 literes: "2.9" (a korábbi modelleken "2.9 12v")
- 2,9 literes Cosworth: "24v"

Az első generációs Scorpiótól eltérően az újabb Cosworth motorral szerelt modellek külsejére 1998-ig nem került "Cosworth" felirat, ezzel csökkentve az autólopás veszélyét. Az 1998-as modellfrissítés után azonban visszatért a felirat, mely a csomagtartó fedelén volt olvasható.

## Külső hivatkozások
- Magyar rajongói oldal
- A második generáció brit rajongói klubja